# Nordisk mobiltelefoni
Nordisk mobiltelefoni, nok bedre kendt under sin forkortelse NMT var et tidligt, fra ca. 1982, analogt automatisk routed system til mobiltelefoni, som var udbredt i Norden. Det er nu afløst af det digitale GSM-system. 
Det automatiske NMT-system afløste de forskellige nationale systemer, der typisk var manuelt betjente radiotelefon-systemer, og muliggjorde roaming; At den samme mobiltelefon kunne bruges i alle de deltagende lande.
I Danmark sluttede NMT-systemets æra, da systemet blev nedlagt den 1. marts 2002 klokken 12. I Grønland har systemet været i brug indtil den 31. maj 2007.
NMT-systemets analoge teknologi indebar, at de enkelte sendere havde en markant længere rækkevidde en nutidens digitale sendenet. Forbindelsen blev sjældent tabt, men signalet, og derved forbindelsen, kunne blive svagt på samme måde som et almindeligt FM-signal. Det analoge NMT var endvidere åbent, hvilket betød, at enhver med en radioscanner i princippet kunne lytte med på frekvensen